# Seigneurie Aubert-Gallion
La Seigneurie Aubert-Gallion, fut concédée à Marie-Thérèse de La Lande Gayon en 1636  par le gouverneur Charles de La Boische Marquis de Beauharnois à l'époque de la Nouvelle-France.

## Géographie
La seigneurie est située au sud-ouest de la Rivière Chaudière à environ 90 km des rives du Fleuve Saint-Laurent près de la confluence  de la Rivière du Loup, qui fait partie de la ville de Saint-Georges dans la MRC Beauce-Sartigan. La seigneurie  Aubin-de-l'Isle est située sur l'autre rive de la rivière Chaudière au nord-est.